# Katrinelunds torp i Olovslund

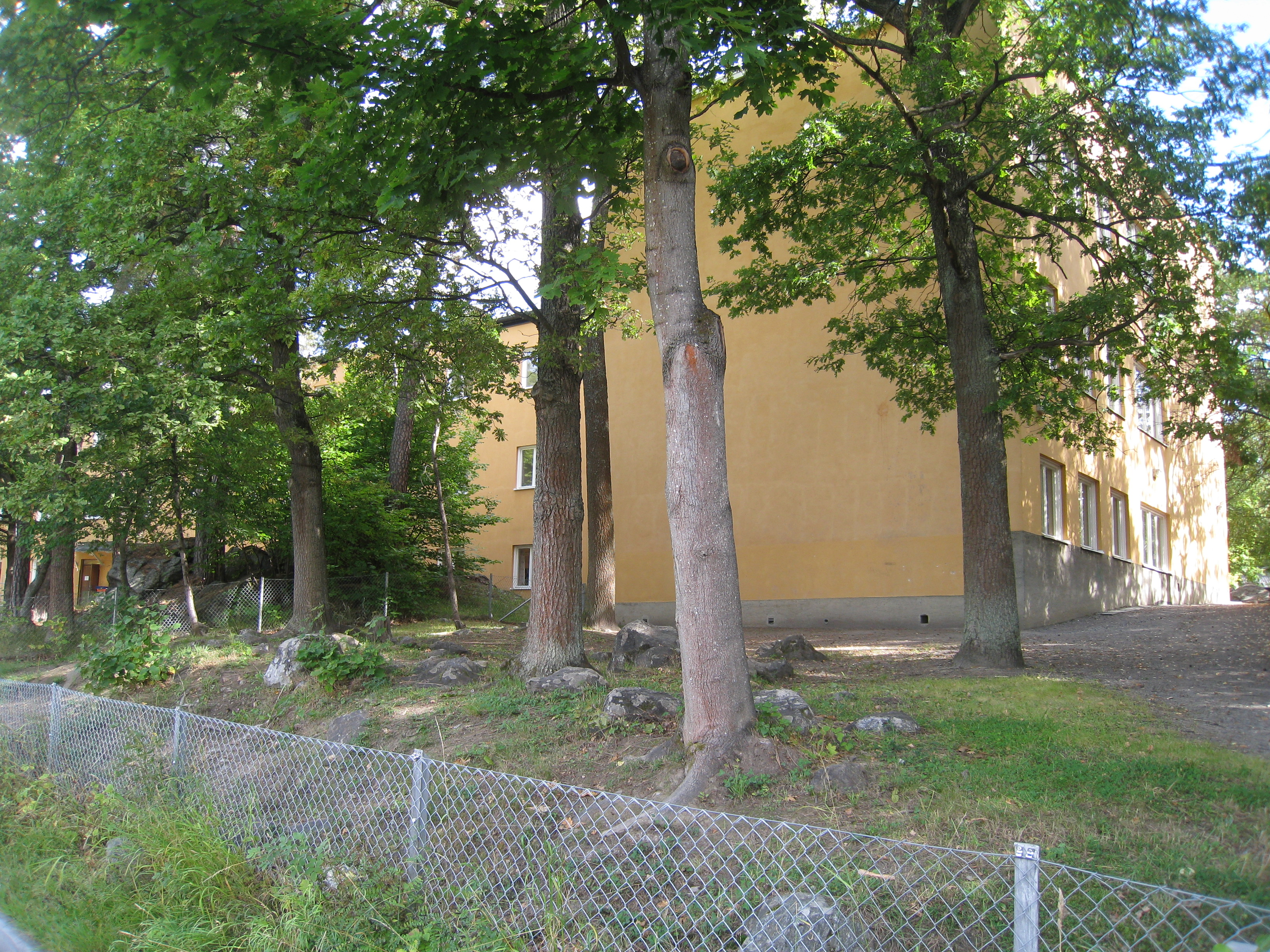
Lämningarna av Katrinelundstorpets grund ligger inom Olovslundsskolans område. Husgrundsresterna avskiljes med staket från Åkerslundsgatan.

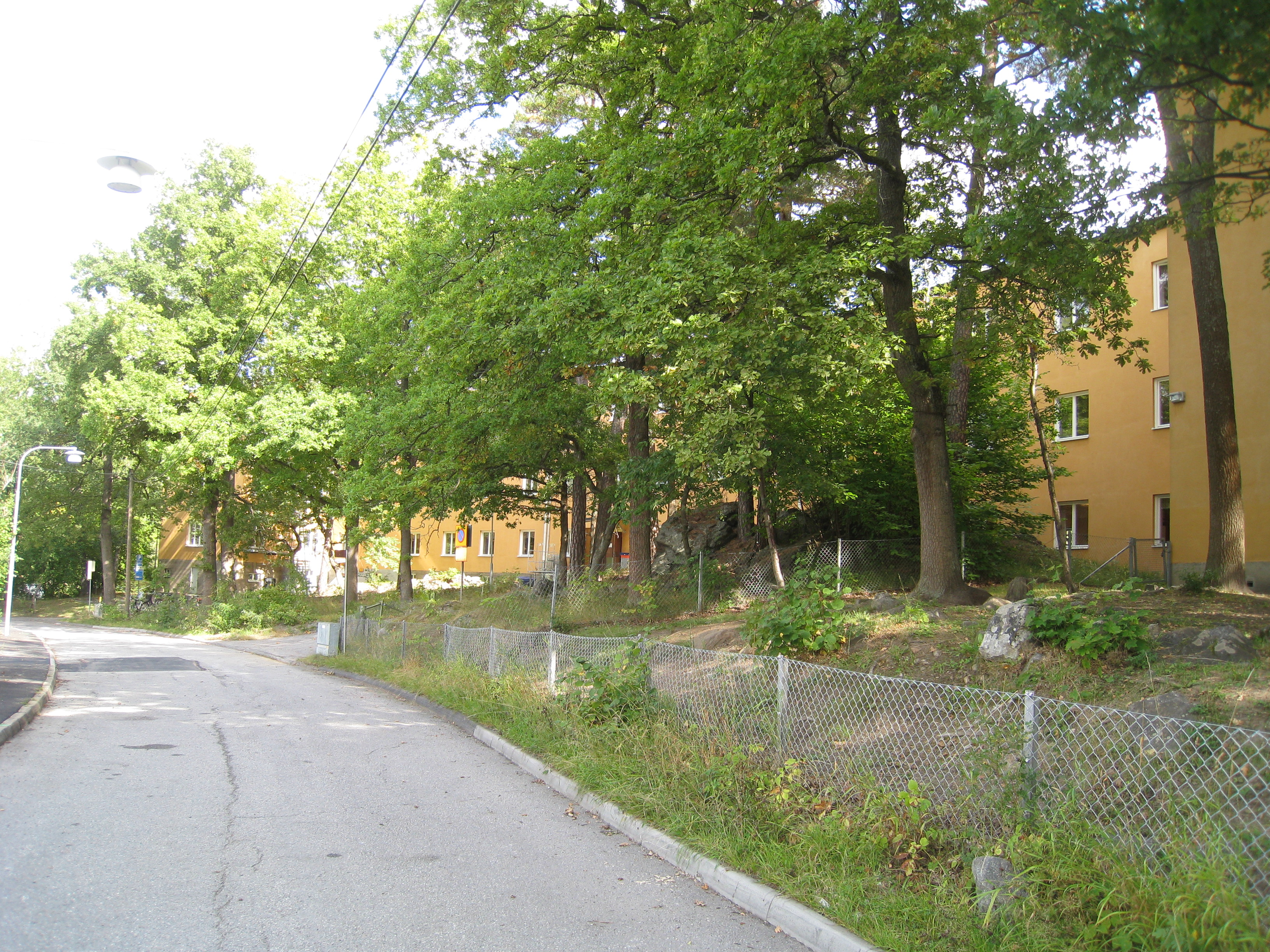
Lämningarna av Katrinelundstorpets grund ligger inom Olovslundsskolans område. Vy över torpgrunden från Åkerslundsgatan 3.

Katrinelunds torp i Olovslund var ett torp, som låg på nuvarande plats för Olovslundsskolan i stadsdelen Olovslund i Bromma, väster om Stockholm. På Olovslundsskolans mark intill Åkerslundsgatan anas en nu knappt synlig husgrund. Torpet revs 1930, när skolan byggdes.

## Husgrundsrester av Katrinelundstorpet
Torpet Katrinelund låg, liksom Nytorpet, där idag Olovslundsskolan är belägen. Rester av en husgrund syns alldeles väster om Olovslundsskolans södra flygel. Husgrundsresterna avskiljs västerut med staket från Åkerslundsgatan. Katrinelundstorpets rester var inte kända tidigare av hembygdsföreningen. I marken syns otydligt några gräsöverväxta stenrader och en svag upphöjning med gråsten i ytan, som kan vara spisröset. Det rör sig om rester av Katrinelund, och inte det äldre Nytorpet. Troligen mäter grunden cirka 8 x 5 m. Det finns spår av en inre struktur i form av en rektangulär stenformation. Dess ena sida är grundens västra sida. Ytan är gräsöverväxt och svårtolkad, säger Nils Ringstedt, som är doktor i arkeologi och ansvarig för frågor om fornminnesvård i Bromma hembygdsförening.

## Bosatta i torpet vid kring 1900
Torpet Katrinelund lydde under Åkeshov. Antagligen var Katrinelundstorpet byggt under senare hälften av 1800-talet. I Katrinelund bodde vid sekelskiftet 1900 en glasmästare med 6 barn och en papegoja, som kunde svära, enligt Nils Ringstedts forskning i Torpen i Bromma. En vaktmästare Sandelin (eller Sandin) ska ha bott i torpet 1906. Det är markerat på kartor från 1907 och 1917-1920. Torpet revs omkring 1930, när Olovslundsskolan skulle byggas.

## Nytorpet var det äldre torpet
I slutet av 1600-talet anlades Nytorpet, som var det äldre torpet, och som också en gång fanns i närheten och låg ungefär vid nuvarande Olovslundsskolan, vid korsningen av Gustav III:s väg och Djupdalsvägen. Nytorpet har troligen övergivits före 1829, eftersom det inte finns utsatt på Carl af Forsells karta från 1829 över Bromma. Ingen uppgift finns, när det försvann.

## Olovslunds torp byggdes 1896
Granne med Katrinelundstorpet låg Olovslunds torp, som tidigare hette Olovsberg. Huset Olovslunds torp ligger vid Olovslundsvägen 19A, något söder om Olovslundsskolan, som ligger i kvarteret Olovsberg. Stugan är markerad på kartor från 1907 och 1917-1920. Den ursprungliga torpstugan byggdes 1896 av Johannes Olsson, och den finns ännu bevarad.
Bara några hundra meter från Katrinelunds torp i Olovslund låg också de två torpen Fredrikslund och Åkerslund, båda i stadsdelen Åkeslund med gränsande till Olovslund.